# Liefertreue
Die Liefertreue definiert für Aufträge oder Bestellungen, wie eine vorab vereinbarte Lieferfrist zum Zeitpunkt der Auftragserfassung bei Lieferung eingehalten wurde. 

## Arten von Liefertreue
Es können unterschiedliche Fälle unterschieden werden:
- Kundenwunschliefertreue
- Termintreue zum ersten bestätigten Termin.

Bei der Kundenwunschliefertreue wird ermittelt, ob der vom Kunden gewünschte Termin zum Zeitpunkt der Lieferung eingehalten wurde. Die Kundenwunschliefertreue ist in den meisten Unternehmen schlechter, als die Liefertreue zum ersten bestätigten Liefertermin, bei dem die aus dem ERP-System bestimmte Lieferzeit berücksichtigt wurde. Je höher die Liefertreue, desto höher die Kundenzufriedenheit.

## Berechnung
Die Berechnung der Liefertreue wird nach unterschiedlichen Berechnungen durchgeführt.
{\displaystyle {\text{Liefertreue}}={\frac {\text{Anzahl der pünktlich gelieferten Lieferungen}}{\text{Anzahl der Lieferungen des Tages}}}}
Es können statt der Lieferungen, Aufträge, Auftragspositionen oder Stück (bzw. andere Mengeneinheiten) betrachtet werden. Einige Unternehmen definieren Toleranzbereiche für die Pünktlichkeit, z. B. dass Lieferungen, die zu früh geliefert wurden, als pünktlich gelten.

## Bewertung
Die Zulieferkette erfordert eine hohe Liefertreue. Die bestehenden ERP-Systeme basieren auf einer starken Einhaltung der Liefertermine, also einer hohen Liefertreue. Viele Unternehmen haben Schwierigkeiten mit einer hohen Liefertreue, da sie mit schwankenden Bedarfen und begrenzten Kapazitäten arbeiten, die von den ERP-Systemen nicht vollständig abgedeckt werden. Während Automobilzuliefer-Unternehmen eine sehr hohe Liefertreue aufweisen, haben andere Branchen eine eher geringe Liefertreue.
Aussagen des Lieferanten über seine Liefertreue erfordern Kenntnis der genauen Anlieferungen bei Kunden, z. B. durch einen kooperierenden Logistikdienstleister, der die Daten ins ERP-System des Lieferanten einpflegt.